# 岩手県立盛岡第三高等学校
岩手県立盛岡第三高等学校（いわてけんりつもりおかだいさんこうとうがっこう）は岩手県盛岡市に所在する高等学校である。
通称「三高（さんこう）」。

## 沿革
（沿革節の主要な出典は公式サイト）
- 1962年（昭和37年） - 県議会で盛岡第三高等学校設置議決
- 1963年 - 開校式および第一回入学式挙行
- 1964年 - 校是、校訓制定、校歌制定
- 1965年 - 校旗制定
- 1966年 - 新校舎竣工
- 1972年 - 県高等体育連盟事務局、移転
- 1992年（平成4年） - 創立30周年を迎える
- 1998年 - 新弓道場竣工
- 2001年 - 新校舎竣工
- 2011年 - スーパーサイエンスハイスクールに指定される。期間は2015年まで。
- 2012年 - 創立50周年を迎える
- 2017年 - スーパーサイエンスハイスクールの後継事業として当校独自のサイエンスリサーチハイスクールを開始する
- 2025年 - １年次より順次進学型単位制を導入する。

## 教育目標
- 一、理想を高く上げ自主的に行動する人間を育てる
- 二、未来を志向し創造進取の意欲を持つ人間を育てる
- 三、友愛、強調の精神を富む人間を育てる

## 校訓
- 随処為主（ずいしょいしゅ）

付和雷同せず、主体性を持って生きなさいという「臨済録」の教えで、三高生のあるべき姿の基本を示している。
- 鴻鵠の志（こうこくのこころざし）

羽ばたく鵬が持つ「遠大な大志」という意味で、向上一路の精神で理想を追い求め続ける気高い志のこと。

## 行事
・4月 入学式 対面式　応援歌練習
・5月 生徒総会
・6月 前期中間考査 体育大会(3日間)
・7月 三者面談(年一度)
・8月 
・9月 三高祭 前期末考査
・10月
・11月 後期中間考査 修学旅行
・12月 
・1月 
・2月 後期末考査　SRH(サイエンスリサーチハイスクール)発表会　応援歌練習
・3月 卒業式 歓送会 高校入試 離任式

## 部活動
- 運動部[注釈 1]

剣道、弓道、陸上、バスケットボール、バレーボール、ハンドボール、卓球、テニス、ソフトテニス、バドミントン、サッカー、水泳、漕艇、スキー、ラグビー、新体操、野球
- 文化部

写真、音楽、吹奏楽、演劇、書道、華道、美術、文芸、科学、囲碁将棋、英語

## 著名な出身者
- 赤平大 - フリーアナウンサー、元テレビ東京アナウンサー
- 石川愛 - フリーアナウンサー、元福岡放送アナウンサー
- 岩崎茂 - 防衛省第4代統合幕僚長
- 小原和樹 - NHKアナウンサー
- 神姫楽ミサ - プロレスラー
- 木村慎吾 - 青森朝日放送アナウンサー
- くどうれいん - 作家
- 熊谷史人 - 元ライブドア代表取締役
- 小山悠里 - NHK青森放送局契約キャスター、元札幌テレビ放送アナウンサー、NHK名古屋放送局契約キャスター
- ザ・グレート・サスケ - プロレスラー、元岩手県議会議員
- 佐藤ゆき乃 - 作家
- 杉田昭栄 - 解剖学者、カラス研究の第一人者
- 瀬川英史 - 作曲家
- 高橋裕樹 - 弁護士
- 竹田正徳 - フィギュアスケート選手（アイスダンス）
- 丹野尚子 - 元岩手朝日テレビアナウンサー
- 月子 - 漫画家
- 細谷翠 - NHK BSニュースキャスター。元秋田テレビアナウンサー、元NHK水戸放送局契約キャスター
- 水原洋 - ギター製作家
- 柳村典秀 - 元滝沢市長
- 山内隆文 - 元久慈市長
- 山形純菜 - TBSアナウンサー
- 山口瑛己 - NHKアナウンサー
- 吉田清司 - バレーボール指導者
- 和田圭市 - 俳優

## アクセス
- JR・IGRいわて銀河鉄道盛岡駅よりバス利用。
  - 岩手県交通　東口11番のりばより｢307・311｣
  - 岩手県北バス　西口25番のりばより｢E01　厨川駅行」
- IGRいわて銀河鉄道厨川駅より岩手県北バス利用。
  - ｢E01・E21｣

以上の路線に乗車し、｢三高前｣下車。